# Matteo Priamo
Matteo Priamo (ur. 20 marca 1982 w Castelfranco Veneto) – włoski kolarz szosowy. 

## Najważniejsze zwycięstwa
- 2008 - etap w Giro d'Italia